# Santa Maria (caraque)
Ne doit pas être confondu avec Santa María (1492).
La Santa Maria est une caraque, qui devient navire amiral de l'ordre de Saint-Jean de Jérusalem après qu'elle fut prise au sultan égyptien le 13 septembre 1507.

## Description
Ce navire, appelé la Reine des mers, est un quatre mâts doté de sept ponts, manœuvré par 1 200 marins, défendu par 1 000 soldats et équipé de 120 canons. Il est entièrement construit en chêne chevillé de cuivre. Ce navire faisait peur à tous les capitaines et ils devaient en exagérer les caractéristiques.

## Prise de mer
C'est le commandeur Jacques de Gastinau, commandant du San Giovanni Battista, à ce moment navire amiral de la flotte maltaise, qui le capture par surprise le 13 septembre 1507. Aussi bon marin que fin stratège quand la route des navires se croise, Gastinau, profitant d'un office religieux sur le pont du navire, se laisse dériver au vent et quand il est à bonne distance, sous la ligne de feu des canons ennemis, prend le bateau égyptien à l'abordage. Il le ramène à Rhodes avec ce qui reste de l'équipage et sa cargaison.

## Nouveau navire amiral
Réarmé par les chevaliers, ils le rebaptisent Santa Maria et font de cette nouvelle grande caraque leur navire amiral. Elle fera régner la terreur pendant encore les 16 ans qu'elle sert.

## Ponton
La fonction de navire amiral est transférée à la Santa Anna pendant la longue errance des Hospitaliers en mer Méditerranée avant que les Hospitaliers prennent possession de Malte. La Santa Maria est alors désarmée. Elle sert de magasin puis, ce qui devait préfigurer les pontons anglais du XVIIIe siècle, la caraque est utilisée pour loger les esclaves dont les Hospitaliers s'étaient emparés à Modon. Jusqu'au jour où un jeune esclave, venu chercher à bord de la poudre à canon fait sauter le magasin où la poudre était stockée. Le pont entier avec les esclaves fut emporté au milieu du port. Il fallut remorquer l'ancienne grande caraque en flamme en dehors du port de La Valette, pour qu'elle coule enfin au large.

## Sources
- Joseph Muscat et Andrew Cuschieri,  Naval Activities of the Knights of St John 1530-1798, Midsea Books Ltd, 2002, Malta
- D. Tailliez, Les Hospitaliers de Saint-Jean de Jérusalem à Nice et Villefranche, Association pour la sauvegarde du patrimoine maritime de Villefranche-sur-Mer